# Ana Millán Gasca
Ana María Millán Gasca (Saragozza, 9 aprile 1964) è una matematica spagnola.

## Biografia
Laureatasi il due novembre 1987 in scienze matematiche all'Università di Saragozza, conseguì il dottorato con una tesi di storia della matematica sull'opera geometrica di Julio Rey Pastor il dodici dicembre 1990.
Nel 1993 vinse una borsa di studio del Consiglio Nazionale delle Ricerche per matematici stranieri presso l'Università degli Studi di Roma "La Sapienza"; nello stesso ateneo fu assegnista di ricerca tra il 2002 e il 2004.
Dal 2001 al 2005 fu professoressa incaricata di storia dell'ingegneria industriale alla Facoltà di ingegneria dell'Università degli Studi di Roma Tor Vergata.
Dal 2006 al 2017 è stata professoressa associata di matematiche complementari nel Dipartimento di scienze della formazione dell'Università degli Studi Roma Tre; dal 2017 è professoressa ordinaria sia presso il Dipartimento di matematica e fisica sia presso quello di scienze della formazione di Roma Tre.

## Attività accademica
La sua attività di ricerca si concentra sulla storia della matematica in età contemporanea e sulla pedagogia e sulla didattica della matematica elementare, specialmente in età infantile.

## Opere
- Giorgio Israel e Ana Millán Gasca, Il mondo come gioco matematico, Roma, La Nuova Italia Scientifica, 1995.
- Ana Millán Gasca, All'inizio fu lo scriba, Milano, Mimesis, 2004.
- Ana Millán Gasca, Fabbriche, sistemi, organizzazioni, Milano, Springer, 2006.
- Giorgio Israel e Ana Millán Gasca, Pensare in matematica, Bologna, Zanichelli, 2012.
- Ana Millán Gasca, Numeri e forme, Bologna, Zanichelli, 2016.
- Paola Magrone e Ana Millán Gasca, I bambini e il pensiero scientifico, Roma, Carocci Editore, 2018.
- Anna Mazzitelli e Ana Millán Gasca, L'ABC della matematica, Roma, Carocci Editore, 2021.